# Синекрылый пеночковый певун
Синекрылый пе́ночковый певу́н (лат. Vermivora cyanoptera) — вид птиц из семейства древесницевых. Первоначально его описал еще Карл Линней в своем труде Systema Naturae, но затем научное название несколько раз менялось вплоть до 2010 года.

## Распространение
Перелётная птица. Размножаются на востоке Северной Америки (юг канадской провинции Онтарио и восточная часть США), зимуют в Центральной Америке. Очень редко регистрируются залёты этих птиц в Европу.

## Описание
Длина тела 11,4—12,7 см, размах крыльев 17—19,5 см. Крылья голубовато-серые. Они контрастируют с жёлтым телом самца. Самка более тусклая и имеет меньше жёлтого на короне. Не достигшие зрелости особи оливково-зелёного цвета с такими же как у взрослых крыльями.

## Биология
Питаются насекомыми и пауками. Образуют гибриды с Vermivora chrysoptera там, где ареалы этих видов перекрываются.

## Консервация
Это довольно обычная птица. МСОП присвоил ей охранный статус вида, вызывающего наименьшие опасения.